# Temascaltepec de González
Temascaltepec de González är en småstad och administrativ huvudort i kommunen Temascaltepec i delstaten Mexiko i Mexiko. Samhället hade 2 569 invånare enligt INEGIs folkräkning år 2020, och var kommunens största ort.